# Alissa Gomis
Pour les articles homonymes, voir Alissa (homonymie).
Alissa Gomis, née le 3 mars 1986 à Mantes-la-Jolie, est une joueuse internationale française de handball évoluant au poste d'arrière droite au Angoulême CH.

## Carrière
Alissa Gomis commence sa carrière à l'ASAN Cergy-Potoise où elle se fait rapidement remarquer.
Elle signe son 1er contrat avec le Mérignac Handball en division 1 en 2004[réf. souhaitée].
À l'été 2009, après une saison à l'Angoulême Charente handball, elle rejoint Toulon Saint-Cyr Var Handball mais se blesse rapidement peu après le début de la saison avec une rupture des ligaments croisés et ne reprend que 6 mois plus tard.
Pour la saison 2011-2012, elle s'engage avec OGC Nice Côte d'Azur Handball avec pour objectif la montée. Elle décroche en fin de saison le titre de Championne de France de 2e division 2012.
En décembre 2012, en manque de temps de jeu à Nice, elle rejoint Nantes Loire Atlantique Handball pour 6 mois, qu'elle aide à accéder à la première division.

## Palmarès

### En club
compétitions internationales
- finaliste de la Coupe Challenge (C4) en 2008 avec Mérignac Handball

compétitions nationales
- championne de France en 2010 avec Toulon Saint-Cyr
- vainqueur de la coupe de France en 2011 avec Toulon Saint-Cyr
- championne de France de 2e division en 2012 avec OGC Nice Côte d'Azur HB et 2013 avec Nantes LA HB

### En sélection
France
- 4e place aux Jeux méditerranéens de 2005
- 12e place au Championnat du monde 2005

 Sénégal
- Médaille de bronze aux Jeux africains de 2015